# Pierre Nouvel
Pierre Nouvel, né à Paris en 1981, est un artiste vidéaste et scénographe français, pensionnaire à la Villa Médicis à Rome en 2014-2015.

## Biographie
Fondateur du collectif transdisciplinaire Factoid regroupant vidéastes, musiciens, graphistes, commissaires d'exposition, scénographes, Pierre Nouvel réalise avec Jean-François Peyret sa première création théâtrale en tant que vidéaste pour Le Cas de Sophie K, une pièce créée en 2005 au Festival dʼAvignon. Cette création initie une série de collaborations avec de nombreux metteurs en scène (Michel Deutsch, Lars Norén, François Orsoni, Arnaud Meunier, Hubert Colas...) et oriente sa réflexion sur les interactions entre espace scénique et image. 
En 2007, il collabore avec le compositeur Jérôme Combier pour Noir Gris, une installation sonore et vidéo autour du texte de Samuel Beckett, L’impromptu d’Ohio, présentée au Centre Pompidou dans le cadre de la rétrospective consacrée à l’auteur irlandais. Son approche révèle une étroite corrélation entre image et espace et c'est naturellement qu'il se tourne vers la scénographie. 
En 2008 il crée le spectacle Des Gens, mis en scène par Zabou Breitman et adapté des documentaires de Raymond Depardon, Urgences et Faits divers, qui remporte deux Molières, dont celui du « meilleur spectacle privé ». Il a depuis, réalisé de nombreuses scénographies pour le théâtre, mais également pour la musique contemporaine, ou l'opéra, avec Philippe Calvario pour Belshazzar au Festival Haendel de Halle 2009, ou l'année suivante à l'Opéra National de Corée, pour Idoménéo mis en scène par Lee Soyoung et dirigé par Myung-Whun Chung. 
Il présente en 2011 en compagnie de Jérôme Combier, dans le cadre du Festival d'Aix en Provence, Austerlitz, opéra adapté du roman de W.G Sebald.  
Son travail se décline aussi sous la forme d’installations présentées notamment au centre Georges Pompidou, à la Gaîté Lyrique ou au Fresnoy , qui a présenté en février 2013, Walden Memories, une exposition conçue autour du texte de Henry David Thoreau à la suite de l’invitation de Jean-François Peyret. Ce projet s’est ensuite décliné dans une version scénique, Re:Walden , créée au festival d’Avignon 2013.  
En 2014 Il est pensionnaire scénographe à l'académie de France à Rome (Villa Médicis), où son travail a consisté en une recherche sur l'utilisation de matériaux dits intelligents dans le champ scénographique (matériaux a mémoire de forme, pigments thermo-chromiques, encres conductrices ...). 

## Œuvres

### Expositions: Installations, vidéo
- Radiance, Teatro delle esposizioni, Villa Medici, Rome, 2015
- Résidence Surveillée en collaboration avec Philippe Vasset, Teatro delle esposizioni, Villa Medici, Rome, 2015
- Secousse en collaboration avec Raffaele Grimaldi et Gaëlle Obiégly, Teatro delle esposizioni, Villa Medici, Rome, 2015
- Walden Memories, exposition en collaboration avec  Jean-François Peyret au Fresnoy, Studio national d'art Contemporain, 2013
- Résidence Live, installation numérique, Théâtre de la Criée, L'invention du Réel, Marseille Provence, 2013
- Little ghost, installation numérique en collaboration avec Visual System - Gaîté-Lyrique, Paris, 2012
- Résidence de Proximité, installation vidéo dans le cadre du festival « Paris en Toutes Lettres », Gaîté-Lyrique, Paris, 2011
- Cosmos Be a Star, scénographie et installations vidéo, Atomium, Bruxelles, 2011
- Re:Walden, installation vidéo autour de Walden de Henry David Thoreau – en collaboration avec  Jean-François Peyret – Panorama 2010 – Le Fresnoy – Studio des arts contemporains, Tourcoing
- 3x5x8, installation numérique en collaboration avec Valère Terrier – Galerie Numeriscausa, Paris, 2009
- Le Grand Paris, installation vidéo – Cité de l’Architecture, Paris, 2009
- Acipenter Sturio, exposition internationale de Saragosse, Pavillon Français, Espace partenaires pour la région Aquitaine, 2009
- Noir Gris, installation vidéo réalisée avec le compositeur Jérôme Combier dans le cadre de l’exposition Samuel Beckett au centre Georges Pompidou, coproduction Ircam / centre Georges Pompidou, 2007
- Pantyless Dancer, installation vidéo holographique, Le F.E.S.T art festival Tunis, 2007
- Worldwide, installation vidéo réalisée en collaboration avec Valère Terrier dans le cadre de l’exposition Compulsive, Palais de Tokyo/Art basel Miami, 2007

### Spectacles: scénographie
- J'étais dans ma maison et j'attendais que la pluie vienne de Jean-Luc Lagarce, mise en scène Chloé Dabert, 2018
- La Mort de Danton de Georg Büchner, mise en scène François Orsoni - MC93, 2016
- Nadia C d'après La Petite Communiste qui ne souriait jamais  de Lola Lafon, mise en scène Chloé Dabert, 2015
- L'Amour Pur d'Agustina Izquierdo, mise en scène Cédric Orain - Le Phénix - Scène Nationale de Valenciennes, 2014
- Guillaume Tell, le soulèvement d'après Wilhelm Tell de Friedrich von Schiller, mise en scène Nora Granovsky, 2014
- Jeunesse Sans Dieu, pièce de Ödön von Horváth, mise en scène François Orsoni - Théâtre de la Bastille, 2014
- Re:Walden, pièce d’après Walden ou la Vie dans les bois de Henry David Thoreau, mise en scène de Jean-François Peyret - Festival d'Avignon / Théâtre de la Colline, 2013
- Amériques, concert, musique de Alexandros Markeas - Quatuor Habanera, 2013
- Orphelins, pièce de Dennis Kelly, mise en scène de Chloé Dabert - Théâtre de Lorient, 2013 (Prix du Jury, Festival Impatience)[réf. nécessaire]
- The Scottish Play, pièce de Cédric Orain d’après Hamlet de Shakespeare - Le Phénix - Scène Nationale de Valenciennes, 2013
- Chien, femme, homme, pièce de Sibylle Berg, mise en scène de Nora Granovski, Théâtre Vidy Lausanne, 2012
- Jour 54, pièce radiophonique d’après 53 jours de Georges Perec, musique Pierre Jodlowski - Orchestre Philharmonique de Radio France, 2012
- Austerlitz de W. G. Sebald, mise en scène Jérôme Combier et Pierre Nouvel, Festival d’Aix en Provence, 2011
- Les Contes Chinois, mise en scène François Orsoni, Espace Diamant, Ajaccio, 2011
- Espèce d’espace d’après Georges Perec, Ensemble Cairn – Agora, 2010
- Le Chant des Sirènes, pièce d’après Pascal Quignard , mise en scène de Cédric Orain, Le Vivat - Armentières, 2011
- Idomeneo de W.A.Mozart, mise en scène Lee Soyoung, Opéra national de Corée, Séoul, 2010
- Belshazarr de Haendel, mise en scène Philippe Calvario, Oper Halle, 2009
- Leçons de Lumièren Ensemble Cairn, Fondation Royaumont, 2008
- Des Gens d’après Raymond Depardon, mise en scène Zabou Breitman, Théâtre de Vidy Lausanne, 2007 : deux Molières dont meilleur spectacle privé[réf. nécessaire]
- Tentations de Carles Battle, mise en scène de Jean de Pange, 2006

### Spectacles: Vidéo
- Nécessaire & Urgent d'Annie Zadek, mise en scène Hubert Colas, Théâtre de la Colline, 2016
- Une Mouette et autres cas d'espèce de Édith Azam, Jérôme Game, Liliane Giraudon, Angélica Liddell, Nathalie Quintane, Jacob Wren, Annie Zadek, mise en scène Hubert Colas, 2016
- Le retour au Désert de Bernard-Marie Koltès, mise en scène Arnaud Meunier, Théâtre de la Ville, 2015
- Texte M d'Hubert Colas, 2014
- Chapitres de la Chute de Stefano Massini, mise en scène Arnaud Meunier, 2013, : Grand Prix du Syndicat de la critique 2014[réf. nécessaire]
- Gratte Ciel de Sonia Chiambretto , mise en scène Hubert Colas, 2013
- Elisabeth ou l’équité, pièce de Éric Reinhardt, mise en scène de Frédéric Fisbach, Théâtre du Rond-Point, Paris, 2013
- La Chute de Fukuyama', opéra de Grégoire Hetzel sur un livret de Camille de Toledo, Salle Pleyel, Paris, 2013
- Stop ou Tout est bruit pour qui a peur, mise en scène Hubert Colas, Théâtre de Gennevilliers, 2012
- Ithaque de Botho Strauss, mise en scène de Jean-Louis Martinelli, Théâtre des Amandiers, Nanterre, 2011
- Aptitudes Héréditaires de Fanadeep, 2011
- Pur de Lars Norén, mise en scène de Lars Norén, Théâtre du vieux Colombier, Comédie Française, 2009
- Détails de Lars Norén, mise en scène de Jean-Louis Martinelli, Théâtre des Amandiers, 2008
- Tournant autour de Galilée de Jean-François Peyret, T.N.S / Odéon, 2008
- Les Coloniaux de Aziz Chouaki, mise en scène de Jean-Louis Martinelli, Théâtre des Amandiers, Nanterre.
- Mensh Oder schwein, mise en scène de Michel Deutsch, MC 93, 2007
- May, mise en scène de Didier Bezace, Théâtre de la Commune, 2007
- Barbe Bleue de Dea Loher, mise en scène de François Orsoni, 2006
- La Danse de Mort d’August Strindberg, mise en scène de Hans-Peter Cloos, 2006
- Blanc d’Emmanuelle Marie, mise en scène de Zabou Breitman, Théâtre de la Madeleine, 2006
- Desert inn, mise en scène de Michel Deutsch, Odéon Théâtre de l’Europe, 2005
- Le cas de Sophie K, mise en scène Jean-François Peyret, festival d’Avignon / Théâtre national de Chaillot, 2005

### Performances
- Psycho, performance vidéo audio-réactive autour de la pièce du même nom du compositeur Alexandros Markeas, 2011
- Blouses Brothers, performance électro-chimique en collaboration avec Olivier Pasquet, 2007
- Trio Kowalevski, performance d’improvisation vidéo/musique en collaboration avec le compositeur Alexandros Markeas et Olivier Pasquet, 2006

### Films: Artistiques / expérimentaux
- Comme Suspendus, en collaboration avec le compositeur Jérôme Combier, Collection Images d’une œuvre, coproduction IRCAM / centre Georges Pompidou, 2007
- Nightlight #1/#2#/3, Factoid Productions, 2004-2006
- Anarchy #2/#3, Factoid Productions, 2005
- Worldwide, Factoid Productions, 2005

### Films: Clips
- Revolver, Get Around Town, Factoid Productions / EMI, 2010
- Le Tone, Lake of Udaipur, Factoid Productions/ Aktarus, 2008)
- Cocoon, On my way, Sober&Gentle / Factoid, 2007
- Tété, La Relance, BMG Publishing, 2007
- Domotic, There may be a Tiger, Active suspension / Factoid, 2006
- E-Shy, B&J, Factoid, 2006